# Adelocosa anops
Adelocosa anops behoort tot de familie van de wolfspinnen (Lycosidae) en is de typesoort van het geslacht Adelocosa.
Van deze spin zijn maar zes populaties bekend in de grotten van Koloa-Poipu op het eiland Kauai in Hawaï. In tegenstelling tot de andere soorten wolfspinnen is deze spin volledig blind. Ze bereiken een lichaamslengte van 20 mm, zijn roodbruin gekleurd en onschadelijk voor mensen. Deze soort produceert slechts 15 tot 30 eieren per eiercocon, die het vrouwtje met de kaken met zich meedraagt tot ze uitkomen. Een van de hoofdprooien is de Spelaeorchestia koloana, een vlokreeft met negen populaties en die een lengte van 10 mm bereikt. Beide soorten werden ontdekt in 1971 en zijn allebei opgenomen in de Rode Lijst van de IUCN.